# Újraerdősítés
A mesterséges úton történő újraerdősítés, illetve a természetes úton történő újraerdősülés olyan folyamat, melynek következtében egy korábban erdővel borított területet telepítéssel újra beültetnek facsemetékkel, vagy természetes úton újra betelepül fafajokkal. Főleg korábbi erdőirtásokat szoktak újra betelepíteni a későbbi erdészeti gazdálkodás fenntartása, illetve a környezetvédelem szempontjainak figyelembe vétele miatt. Az újraerdősített területek az elsivatagosodás, illetve a levegőszennyezés ellen és a levegő szén-dioxid tartalmának megkötésében is hatékonyak. Azokon a területeken, ahol az erdősítést nem ipari célok miatt, hanem környezetvédelmi okokból telepítik, ott a fajtagazdagság és a korábbi természetes növénytakaró figyelembevételével elősegítik az erdészek a természet regenerációját és a korábbi ökoszisztéma helyreállását.

## Fordítás
Ez a szócikk részben vagy egészben  a   Reforestation című angol Wikipédia-szócikk ezen változatának fordításán alapul.  Az eredeti cikk szerkesztőit annak laptörténete sorolja fel. Ez a jelzés csupán a megfogalmazás eredetét és a szerzői jogokat jelzi, nem szolgál a cikkben szereplő információk forrásmegjelöléseként.